# Ögmundur Kristinsson
Ögmundur Kristinsson (født 19. juni 1989) er en islandsk fodboldspiller, der spiller som målmand i Excelsior. Han har tidligere bl.a. spillet for Randers FC. Han kom til klubben den 16. juli 2014. Han repræsenterede desuden Islands landshold ved EM 2016 i Frankrig.